# Adalbert de Bremen
Adalbert de Bremen   (Saxònia-Anhalt, c. 1000 - Goslar, 16 de març de 1072) fou un prelat de Germània, arquebisbe de Bremen i de Hamburg del 1043 fins a la seva mort.
Va exercir una gran influència entre els sobirans del seu temps, i fou regent de l'Imperi Romanogermànic mentre Enric IV era menor d'edat.